# 1429年
| 千纪： | 2千纪 |
| 世纪： | 14世纪 \| 15世纪 \| 16世纪                                                                                 |
| 年代： | 1390年代 \| 1400年代 \| 1410年代 \| 1420年代 \| 1430年代 \| 1440年代 \| 1450年代                           |
| 年份： | 1424年 \| 1425年 \| 1426年 \| 1427年 \| 1428年 \| 1429年 \| 1430年 \| 1431年 \| 1432年 \| 1433年 \| 1434年 |
| 纪年： | 己酉年（鸡年）；明宣德四年；越南順天二年；日本正長二年，永享元年                                           |

## 大事记
- 亚洲
  - 中山王国尚巴志王滅南山國，统一琉球。
  - 朝鲜政府编撰《农事直说》。[來源請求]
  - 孟加拉蘇丹國蘇丹賈拉魯丁·穆罕默德沙（英语：Jalaluddin Muhammad Shah）派遣大將瓦里汗進軍阿拉干，協助在蘇丹國避難的謬烏王國國王明蘇蒙（英语：Min Saw Mon）復國。
- 欧洲
  - 2月12日——克勒芒伯爵夏爾·德·波旁組織法蘭西—蘇格蘭聯軍試圖攔截英格蘭約翰·法斯特爾夫所帶領由巴黎出發送往奧爾良之圍軍隊的一支補給車隊，卻遭英軍擊潰，對法軍士氣帶來毀滅性的打擊，由於車隊運送大量鯡魚，故此戰被稱為鯡魚之戰。
  - 4月29日——贞德加入百年戰爭戰場。
  - 5月8日——贞德迫使英国军队放弃对奥尔良的包围，奧爾良之圍結束。
  - 6月18日——帕提戰役，百年戰爭羅亞爾河戰役之一，法國取得決定性勝利。
  - 6月24日——聖女貞德王太子查理進軍蘭斯加冕。
  - 7月16日——査理七世在蘭斯大教堂加冕为法国国王

## 出生
- 1月17日：安东尼奥·德尔·波拉约洛，意大利艺术家

## 逝世
- 2月：乔凡尼·德·美第奇，意大利银行家，美第奇家族创始人
- 6月22日：卡西，波斯天文学家
- 7月12日：让·热尔松，法国教育家、神学家
- 9月28日：辛芭卡·馬索維卡，奥地利公爵夫人
- 10月：阿历克塞四世，特拉比松帝国君主